# Kohanivka, Petropavlivka
Kohanivka (în ucraineană Коханівка) este un sat în comuna Horoșe din raionul Petropavlivka, regiunea Dnipropetrovsk, Ucraina.

## Demografie
Componența lingvistică a localității Kohanivka
     Ucraineană (95,17%)
     Rusă (4,41%)
     Alte limbi (0,42%)
Conform recensământului din 2001, majoritatea populației localității Kohanivka era vorbitoare de ucraineană (95,17%), existând în minoritate și vorbitori de rusă (4,41%).